# 1887年地狱峡谷华人大屠杀

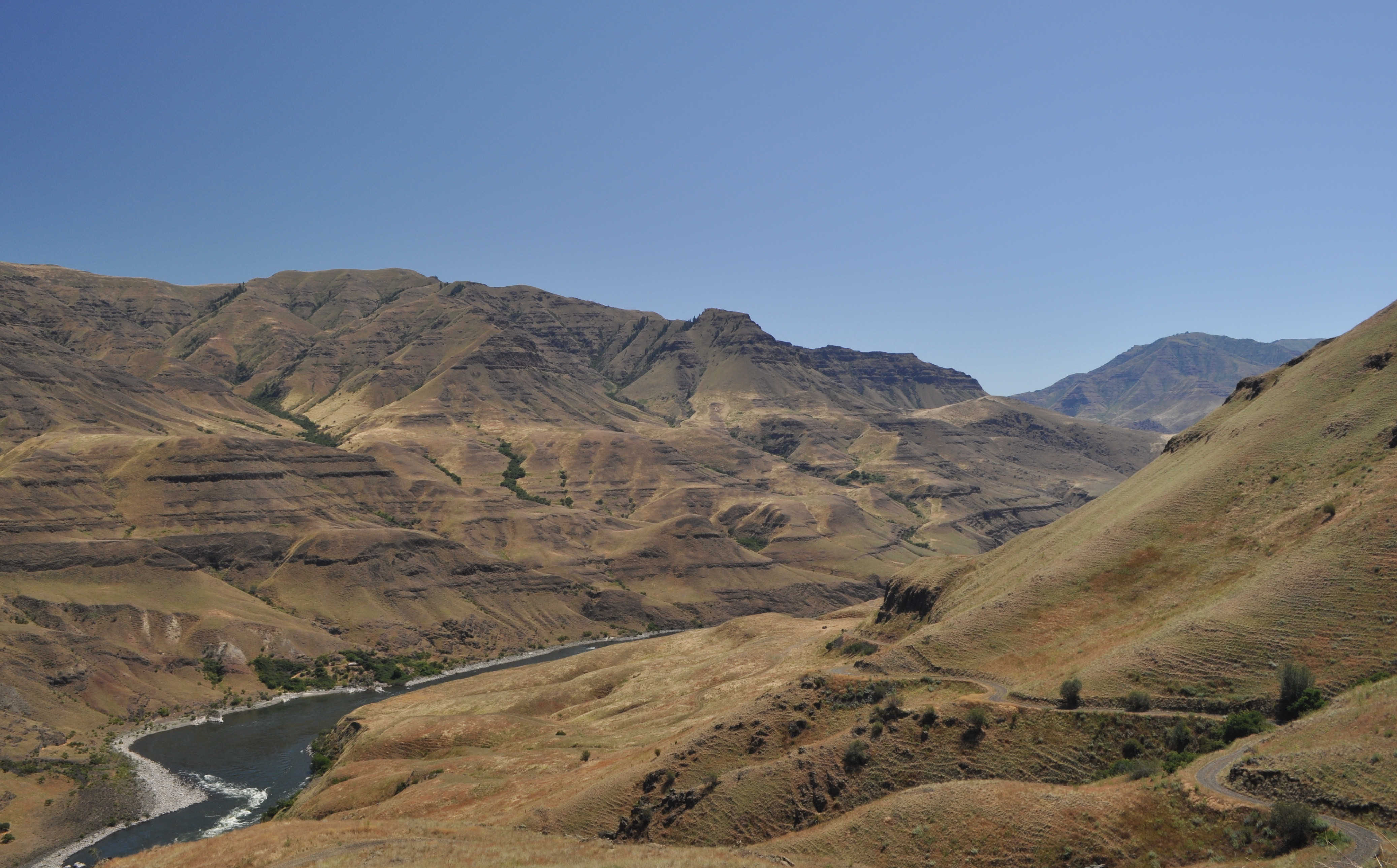
地狱峡谷

1887年地狱峡谷华人大屠杀（英語：Hells Canyon massacre），是1887年5月发生在美国地狱峡谷的一个屠杀事件
。共有34名华人矿工惨遭抢劫与杀害
。

## 背景
19世纪中期中国人开始移民到美国西部从事于铁路与矿工的苦力工作

。1860年代时，俄勒冈州东北部发现了黄金，大量的华人矿工便开始由加利福尼亚州搬入蓝山山脉地区的金矿来采矿。地狱峡谷是位于这山区斯内克河中的一个峡谷
。那时期华工在美国受到相当大的偏见与排斥，很多白人认为华人的低价勞力会压低他们自己的工资或抢他们的工作
。
1857年，《俄勒冈州宪法》禁止任何中国人拥有房地产或采矿权

。这条法案直到1946年才取消
。
从1873年开始，美国进入一个长期的经济衰退。美国工人对“中国佬”的偏见也更加高，美国反中情绪也越激烈
。因此，反华暴动、驱逐、与屠杀事件一连续地爆发于美国西部各方：
- 1871： 洛杉矶
- 1877： 三藩市
- 1880： 丹佛
- 1885： 尤里卡
- 1885： 石泉城
- 1885： 塔科马
- 1886： 西雅图

## 屠杀
1886年10月，Chea Po（谢波）与Lee She带领两组华人矿工来到地狱峡谷淘金。这些华工大多是从广东省番禺縣下良村来的移民
。
1887年5月20日，一帮白人盗马贼（共七人）在地狱峡谷的Dug Bar附近遇到这些华工。在两天内这七个暴徒枪杀了共34名华人，并抢了他们的金子
。
事后6月初, Lee She的那组华人来找谢波等人，发现谢波的船和三具尸体漂浮在河里，他们吓的逃离峡谷去报警
。

## 屠杀后史
1888年2月16日，清朝驻美公使张荫桓写了一封信给美国国务卿托马斯·F·贝亚德，要求公正
。
1888年3月，三位凶手被起诉，七人之一的Frank Vaughn为见证人，其他的暴徒都已经逃离那地区。1888年9月1日，这三位被告者都被判为无罪
。现在，瓦洛瓦县法院的西北角有个拱形的荣誉纪念墙，上面记载着该地的先驱拓荒者约两百名字，其中一名是三位逃犯之一的Bruce Evans
。
2005年，美国地名委员会把这个屠杀地点正式命名为华工浴血滩
。
2012年6月22日，美国哈佛学者、前美联社大记者R. Gregory Nokes多方集资，制作了一个纪念碑，矗立于华工浴血滩

。这块石碑上面刻著三种语言（英文、Sahaptin、与中文），悼念遇难华工：
“一八八七年 三十多名金礦華工 在此慘遭殺戳 至今無人入罪”

（页面存档备份，存于）